# Başören (Şuhut)
Başören è un villaggio (in turco köy) della Turchia occidentale, facente parte del comune di Şuhut nell'omonimo distretto, nella provincia di Afyonkarahisar. Dista 13 km da Şuhut e 42 km da Afyonkarahisar.